# Platygaster taras
Platygaster taras är en stekelart som beskrevs av Walker 1836. Platygaster taras ingår i släktet Platygaster och familjen gallmyggesteklar. Inga underarter finns listade i Catalogue of Life.